# الكسندر بيرغ
الكسندر بيرغ (بالإنجليزية: Alexander Berg)‏ هو عالم حاسوب أمريكي، ولد في القرن العشرين.

## وصلات خارجية
- الموقع الرسمي